# Brimson
Brimson – wieś w Stanach Zjednoczonych, w stanie Missouri, w hrabstwie Grundy.